# Jan van Galenplantsoen
Het Jan van Galenplantsoen, ook bekend als het Bolwerk, is een plantsoen in de Amsterdamse wijk Bos en Lommer. Het plantsoen bevindt zich ten noorden van de Jan van Galenstraat, ten zuiden van de Rijpgracht, ten oosten van de Willem de Zwijgerlaan en ten westen van het Westelijk Marktkanaal en de Jan van Galenbrug. Tegenover het plantsoen bevond zich van 1936-1974 het Hallen Theater.
Het plantsoen bestaat uit twee gedeelten. Een al lang bestaand gedeelte aan de zijde van de Jan van Galenstraat waar zich enkele bankjes, bomen, perken, struiken en in het voorjaar en de zomer ook een aantal bloembakken zich bevinden. Ook bevindt zich er het beeld De Rustende Tuinder van de kunstenaar Jan Havermans. Dit beeld verwijst naar de tuinders die in het zuidwesten tuinderijen hadden en sinds 1934 hun groenten over het Westelijk Marktkanaal naar de Centrale Markt brachten.

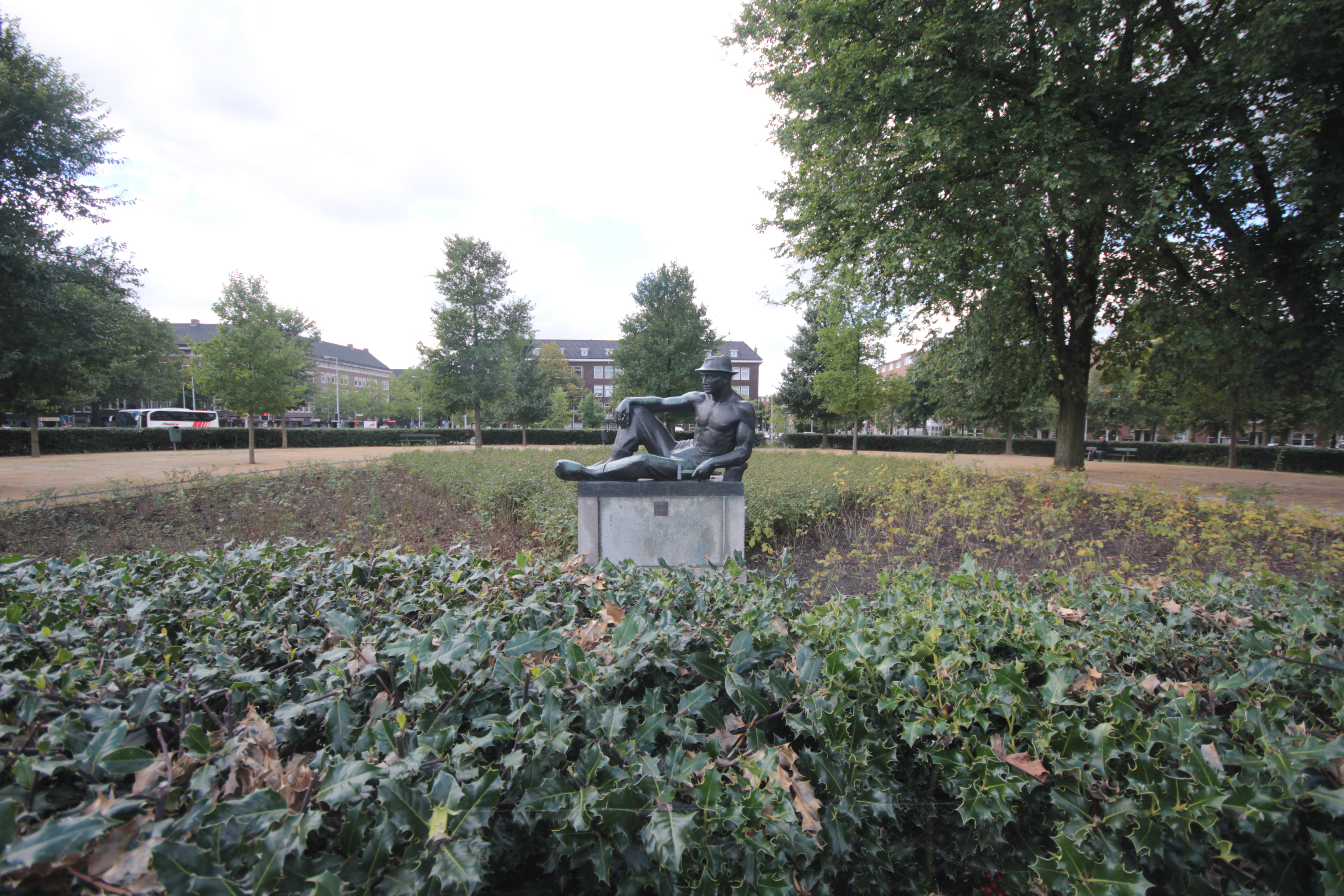
De Rustende Tuinder (1938) van de kunstenaar Jan Havermans

Sinds een aantal jaren is het plantsoen uitgebreid, op een plek waar voorheen bosjes waren, met een door een hek van de Willem de Zwijgerlaan afgesloten gedeelte waar de speeltuin de Ruige speelplek zich bevindt. Hier bevinden zich slingertouwen, schuilhutten, piratenschepen, tunnels, bergen en zand, een 'militair oefenterrein' in zakformaat voor kinderen. Aan de kant van de Rijpgracht is ook een toegang.
Het plantsoen is ongeveer 250 meter lang en loopt met de flauwe S-bocht van de Willem de Zwijgerlaan mee, maar is aan de zijde van het Westelijk Marktkanaal recht. De breedte van het plantsoen varieert van ongeveer 40 tot ongeveer 100 meter.
Het plantsoen wordt in de volksmond aangeduid als het Jan van Galenplantsoen,
.
Daarnaast wordt het plantsoen, onder meer door het Stadsdeel, ook wel het Bolwerk genoemd naar de vorm die iets weg heeft van een bolwerk.